# Ryszard Federkiewicz
Ryszard Federkiewicz (ur. 18 września 1964 w Nowej Sarzynie) – polski piłkarz. Trener piłkarski.
Żonaty z Bożeną. Mają dwie córki Kingę (ur. 1989) i Kaję (ur. 2006) oraz syna Karola (ur. 1991), który także został piłkarzem.

## Kariera zawodnicza
Wychowanek Unii Nowa Sarzyna. Grał na pozycji tzw. „forstopera”. W związku z podjęciem nauki w Technikum Samochodowym w Rzeszowie, przeniósł się do tego miasta i tam kontynuował karierę piłkarską.
Od 1988 występował w II lidze w barwach Stali Rzeszów. W barwach Stali Mielec rozegrał cztery sezony w I lidze: 1992/1993, 1993/1994, 1994/1995, 1995/1996 (tylko runda jesienna). Łącznie na pierwszoligowych boiskach rozegrał 106 spotkań, w których zdobył 9 goli.

## Kariera trenerska
Pod koniec kariery zawodniczej ukończył Szkoły Trenerów PZPN Ryszarda Kuleszy. Po zakończeniu kariery zawodniczej został trenerem piłkarskim, na początku 1999 przez pięć miesięcy prowadził Dynovię Dynów. W kolejnych latach był szkoleniowcem Pogoni Leżajsk, Stali Sanok (1999-2001 i 2003-2006), dwukrotnie Rzemieślnika Pilzno (2003, i od maja 2010), dwukrotnie Polonii Przemyśl (do czerwca 2007 i do marca 2010), Galicji Cisna (od czerwca 2007).
Trzykrotnie zostawał trenerem Stali Sanok: po raz pierwszy od września 1999 do czerwca 2001, po raz drugi od 1 lipca 2003 do 17 października 2006, zaś po raz trzeci został 25 października 2011. W trakcie drugiego okresu trenowania drużyny w sezonie 2004/2005 prowadzony przez niego zespół zwyciężył w IV lidze podkarpackiej i awansował do III ligi, a w sezonie 2005/2006 III-ligowa Stal pod wodzą Federkiewicza występowała z powodzeniem w Pucharze Polski. W II rundzie wstępnej edycji Pucharu Polski 2006/2007 15 sierpnia 2006 roku piłkarze pokonali KSZO II Ostrowiec Św. 1:0, a 22 sierpnia w 1/16 finału Polonię Bytom 2:0. 20 września 2006 roku w 1/16 finału Stal pokonała 2:1 Legię Warszawa, eliminując tym samym aktualnego Mistrza Polski 2006 i sprawiając tym samym jedną z największych sensacji piłkarskich w Polsce. Drużyna awansowała do 1/8 finału PP. W tej rundzie Stalowcy ulegli jednak Arce Gdynia 0:1 po dogrywce, tracąc gola na dwie minuty przed końcem dogrywki. 24 września 2013 zrezygnował z funkcji trenera Stali Sanok.
Od 2014 trener Sokoła Sieniawa, po krótkim okresie przerwy ponownie od września 2015. Na początku 2016 został kandydatem na funkcję prezesa Podkarpackiego Związku Piłki Nożnej.